# Stefania Koelichen
Stefania Waleria Koelichen, zamężna Daab (ur. 1895 w Warszawie, zm. 21 grudnia 1974 tamże) – historyk i pedagog.

## Życiorys
Urodziła się w roku 1895 jako córka inż. Stefana Koelichena i Agnieszki z Klausów – właścicieli podwarszawskich Włoch. Mąż Leopold Daab. Po maturze pracowała jako
nauczycielka szkół warszawskich. Ukończyła Studia na Wydziale Humanistycznym Towarzystwa Kursów Naukowych. Uzyskała doktorat z historii na Uniwersytecie Warszawskim. Podczas I wojny światowej była łączniczką poczty polowej Legionów. W tym samym czasie w Towarzystwie Opieki nad Więźniami „Patronat”, prowadziła akcję oświatową wśród więźniów. Należała do Towarzystwa Krajoznawczego. Przez 45 lat była nauczycielką historii pracując w szkołach: W. Jędryczkowskiej, im. Królowej Jadwigi, im. Emilii Plater i Technikum Odzieżowego, wieczorowych szkół dla dorosłych. Podczas okupacji niemieckiej brała udział w tajnym nauczaniu, m.in. prowadziła wykłady z zakresu stosunków polsko-niemieckich dla grup przygotowujących się do działalności dywersyjnej na terenie rzeszy Niemieckiej. Odznaczona złotą odznaką „Za zasługi dla Warszawy”. Pochowana na Cmentarzu Ewangelicko-Augsburskim (aleja F, grób 76).

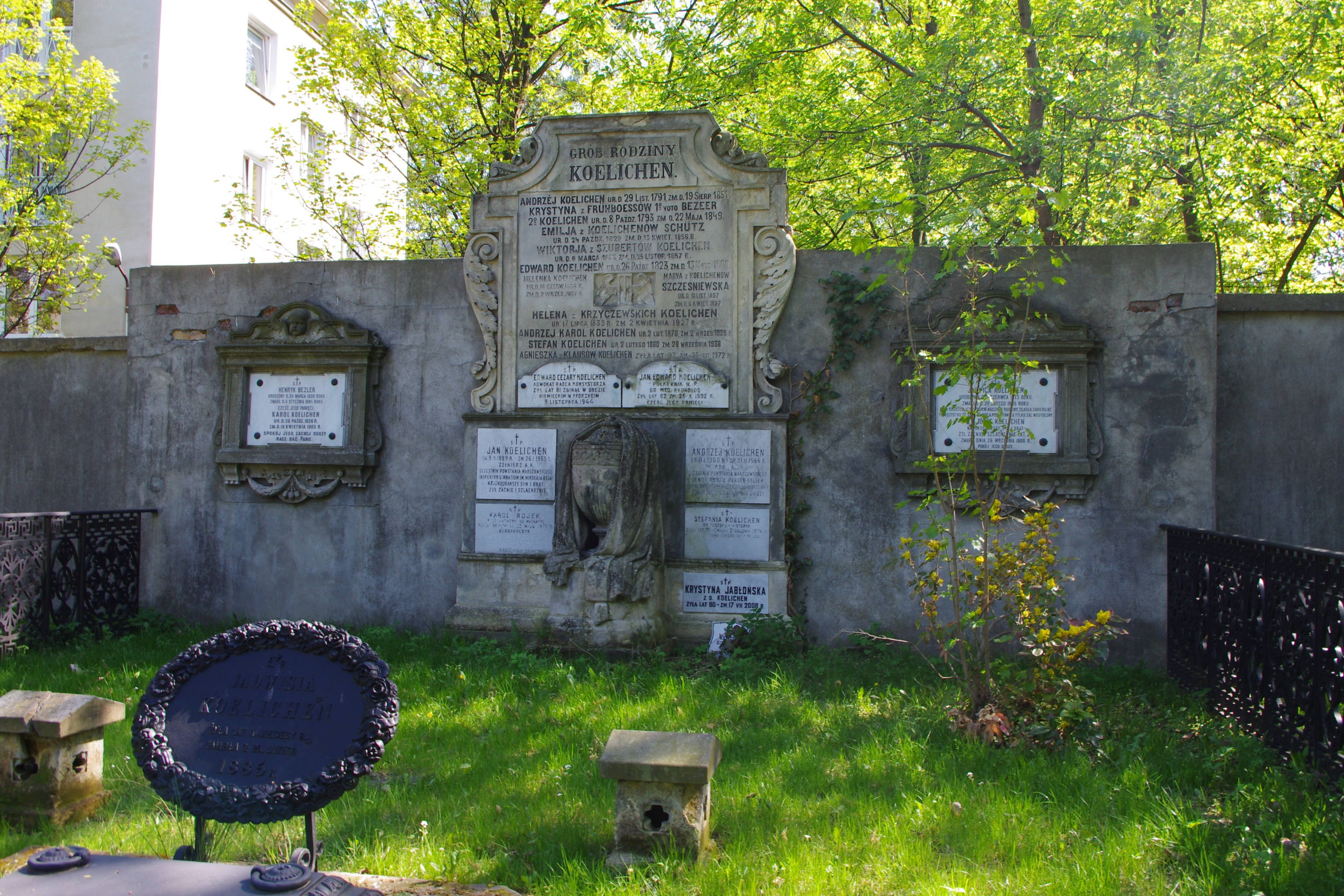
Grób Jana i Stefanii Koelichen na Cmentarzu ewangelicko-augsburskim w Warszawie